# Ilyushin Il-106
O Ilyushin Il-106 foi uma aeronave de transporte militar proposta em 1990 para substituir o Il-76. A aeronave seria monoplana cantilever de asa alta com quatro motores, incorporando uma ampla cabine de 34 m (111 ft 7 in).
Em 2016 foi anunciado que a designação Il-106 seria reutilizada para o projeto PAK VTA, outra proposta de aeronave de transporte militar para a Força Aérea Russa.